# Tobiasz i Sara z Archaniołem Rafaelem
Tobiasz i Sara z Archaniołem Rafaelem (niderl. De aartsengel Rafael boeit de boze geest Asmodeus tijdens de huwelijksnacht van Tobias en Sara) – obraz holenderskiego malarza Jana Steena.

## Geneza
Temat obrazu został zaczerpnięty ze starotestamentowej Księgi Tobiasza. Dotyczy nocy poślubnej Tobiasza i Sary. Sara miała wcześniej siedmiu mężów, ale każdy z nich został zabity w noc poślubną przez demona Asmodeusa. Dzięki opiece Archanioła Rafaela Tobiasz otrzymał instrukcje co ma uczynić by nie podzielić losy swoich poprzedników: 

A kiedy skończyli jeść i pić, zapragnęli udać się na nocny spoczynek. Odprowadzono młodzieńca i przyprowadzono go do sypialni. Wtedy przypomniał sobie Tobiasz słowa Rafała, wyjął wątrobę i serce ryby z torby, w której je przechowywał, i położył na rozżarzonych węglach do kadzenia. Zapach ryby powstrzymał demona i uciekł aż on aż do Górnego Egiptu1. A Rafał poszedł za nim, związał go tam w oka mgnieniu i unieszkodliwił go1. Rodzice wyszli i zamknęli drzwi od sypialni. Tobiasz podniósł się z łóżka i powiedział do niej: «Wstań, siostro, módlmy się i błagajmy Pana naszego, aby okazał nam miłosierdzie i ocalił nas» (Tb. 8 1-4)

## Opis obrazu
Steen przedstawił dwie sceny na jednym płótnie. Po lewej stronie, przed wielkim małżeńskim łożem, klęczy młoda para. Oboje pogrążeni są w modlitwie i kierują wzrok ku górze. Na sobie mają ślubne stroje. Sara ubrana jest w białą jedwabną suknię w stylu włoskim, a jej głęboki dekolt wycięty w kształcie kwadratu zdobi złota brosza. Głowę ma przyozdobioną wieńcem symbolizującym dziewictwo panny młodej. Jej włosy są rozpuszczone, co w ówczesnych czasach oznaczało gotowość do miłosnego aktu. Tobiasz przedstawiony został w ciemnym kaftanie oraz wąskich spodniach. Na łokciach i kolanach ma modne rozcięcia, ukazujące podszewkę. Nad ich głowami małe putta dekorują ich łoże kwiatowymi girlandami i obsypują je zielonymi liskami i płatkami kwiatów.
Po prawej części rozgrywa się druga scena. Archanioł Rafael pęta łańcuchem potwora odurzonego wonią palonych wnętrzności ryb. Potworem jest bazyliszek, w postać którego wcielił się demon Asmodeusz. Według św. Augustyna był on królem węży i symbolem szatana oraz autorem wszystkich trucizn. Rafael miał być tu wykonawca woli Boga. Miał uwolnić Sarę od demona i uleczyć ślepotę ojca Tobiasza za pomocą spalenia żółci i wątroby ryby. Anioł ma tu, zgodnie z Księgą Tobiasza, postać młodzieńca ze skrzydłami.

## Historia obrazu
W XIX wieku lub już w XVII obraz został rozcięty na dwie części. Pierwsza Tobiasz i Sara znajdowała się w zbiorach prywatnych Museum Bredius, druga pt. Anioł pętający demona znajdowała się w Centraal Museum w Utrechcie. W takim stanie istniał do lat sześćdziesiątych XX wieku.
Historycy przez wiele lat mieli kłopot z interpretacją części z aniołem. Nie wiedziano którego wysłannika niebios przedstawił artysta: Rafaela, Daniela czy Michała. Dopiero w 1926 roku student literatury holenderskiej G. J. Boekenoogen poprawnie zidentyfikował scenę i postać. Jego odkrycie przez wiele lat nie było jednak akceptowane. Ta część obrazu w 1907 roku została nabyta przez Hofstede de Groota, przyjaciela Abrahama Brediusa. W 1946 roku obraz trafił do Hagi do Muzeum Brediusa.
W części z parą młodych, część skrzydła anioła została zamalowana. Obraz jeszcze w 1940 roku należał do holenderskiego żydowskiego marszanda Jacques’a Goudstikkera, który zmarł podczas ucieczki z kraju po inwazji niemieckiej. W 1945 dzieło powróciło do Holandii, gdzie po latach negocjacji z wdową Goudstikker, zaczęło być postrzegane jako dziedzictwo narodowe i zostało przekazane do Centraal Museum w Utrechcie.
W 1965 roku przeprowadzono prace konserwatorskie nad lewą częścią dzieła. Odkryto wówczas zamalowane skrzydło anioła. Bardzo szybko stwierdzono, iż jest to druga część Anioła pętającego demona. Z powodu zawiłości prawnych związanych z własnością dwóch jeszcze płócien, dopiero w 1993 roku, historyk sztuki Albert Blankert zaproponował połączenie dzieł w jedną całość. W 1996 roku udało się tego dokonać.